# Holešovice
Le quartier de Holešovice, au nord de Prague occupe un méandre de la Vltava et fait partie de l'arrondissement de Prague 7. C'est un ancien faubourg industriel en pleine reconversion tertiaire.
La partie occidentale du quartier présente un tissu urbain de la fin du XIXe et du début du XXe, où l'influence de l'Art Nouveau se fait sentir ; elle accueille le Palais des Expositions, musée qui abrite les importantes collections modernes et contemporaines (XIXe et XXe siècles) de la Galerie nationale, ainsi que le musée national des Techniques. Dans sa partie orientale, située au-delà de la gare de Bubny et de construction un peu plus récente dans l'ensemble, se trouve le Centre DOX pour l'art contemporain, ouvert en 2008. 

## Galerie

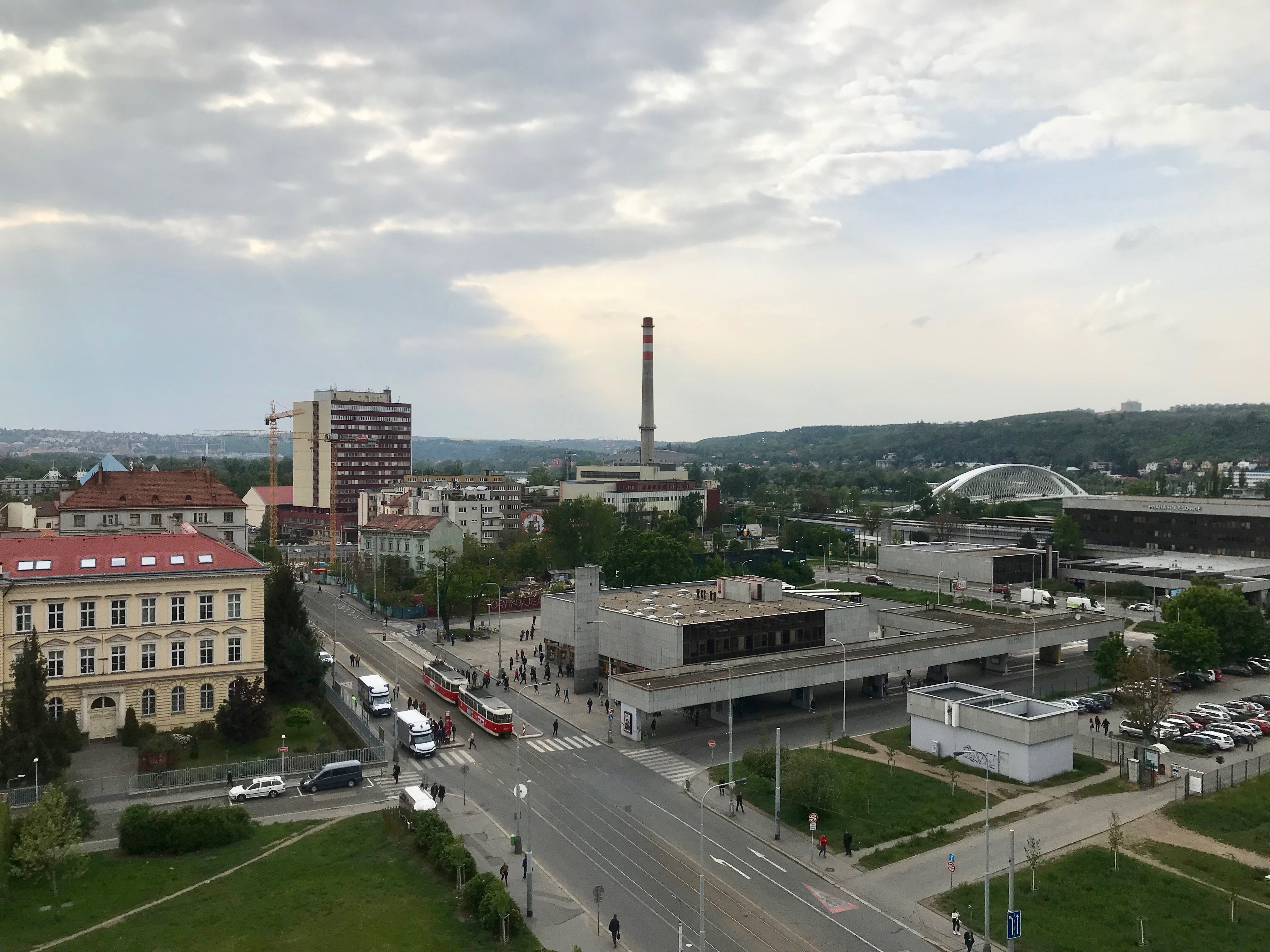
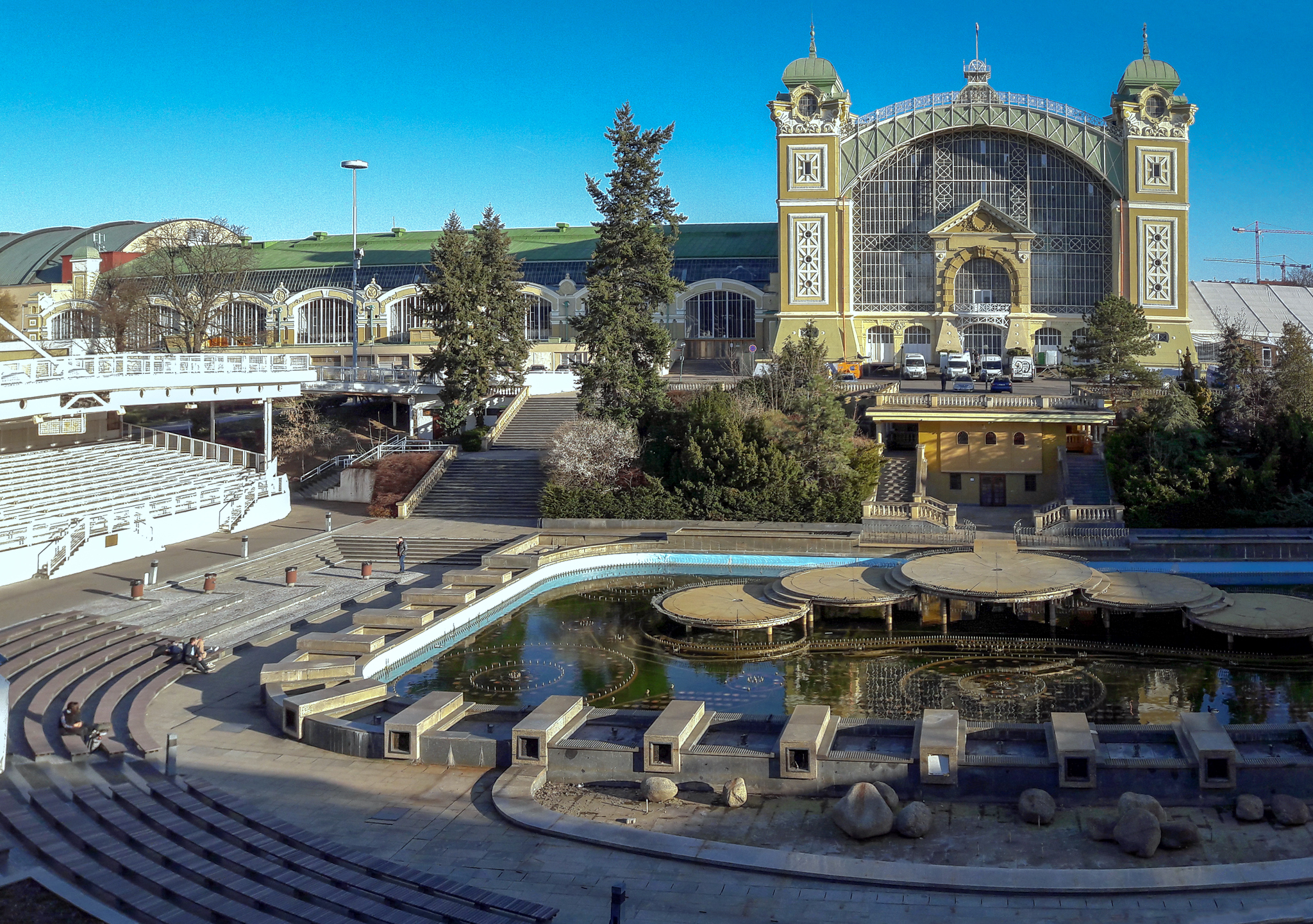
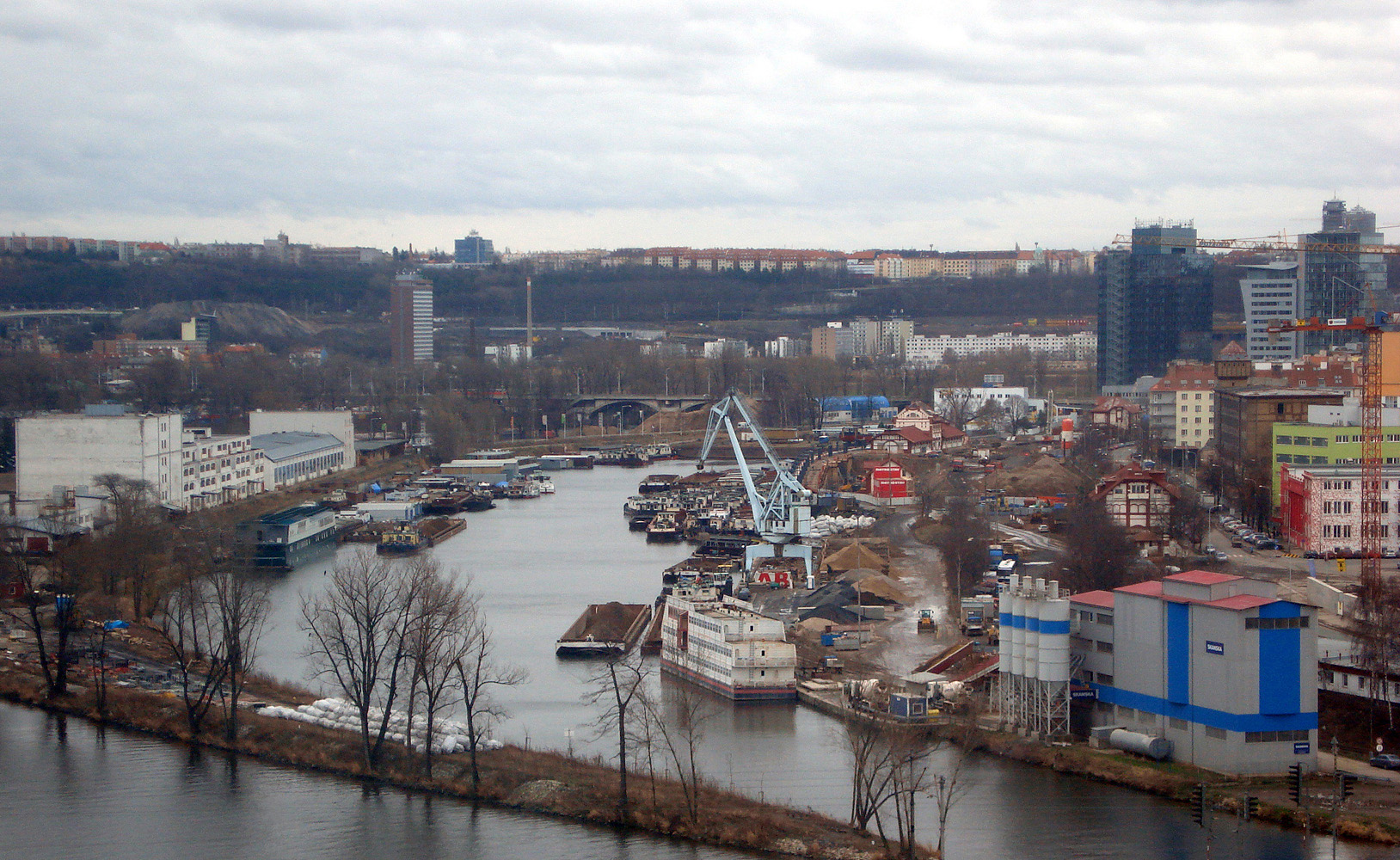
Le port de Holešovice.